# 堀口忠彦
堀口 忠彦（ほりぐち ただひこ、1943年〈昭和18年〉4月6日 - 2025年〈令和7年〉2月17日）は、日本の映像作家、アニメーターである。大阪府出身。「とこいった」名義で活動することもある。
『おかあさんといっしょ』や『みんなのうた』などのアニメーションを多く手掛けるほか、クロネコヤマト（ヤマトホールディングス）の「クロネコ・シロネコ」初代キャラクターデザイナーとしても知られる。

## 略歴・人物
高校卒業後、画家を目指し美術塾に入塾。20歳の時にアニメ制作プロダクション（プッペプロダクション）でアルバイトを始め、23歳の時に上京。
プッペプロダクション、虫プロダクションを経て、26歳でフリーのアニメーターになった。
別名義の「とこいった」は、本人がスポーツ好きで活動的な事から、よく所在不明になり「どこ行った」と言われたのが由来。
同じアニメーターの高橋良輔が立ち上げた創作集団「あかばんてん」に、やすみ哲夫、岩崎治彦、西田稔と共に参加していた。
2025年2月17日、死去。訃報は、同年5月19日に展覧会を開催していたHBギャラリーより発表された。

## 作品

### みんなのうた
- 自動車になったカメの歌（1973年8月・9月放送）
- ゆかいなめざまし時計（1974年4月・5月放送）
- ひげなしゴゲジャバル（1974年6月・7月放送）
- 動物園へ行こう（1975年2月・3月放送）
- へのへのもへじ（1976年12月・1977年1月放送）
- 虫歯のこどもの誕生日（1978年10月・11月放送）
- ホロスコープ〜あなたの星座〜（1978年12月・1979年1月放送）
- 進め!しんじ君（1979年6月・7月放送）
- 展覧会で逢った女の子（1980年6月・7月放送）
- シャッキシャキの転校生（1980年12月・1981年1月放送）
- いっトイレ（1981年10月・11月放送）
- コンピューターおばあちゃん（1981年12月・1982年1月放送）
- せんせ ほんまにほんま（1982年8月・9月放送）
- おこるよ!（1983年4月・5月放送）
- こだぬきポンポ（1983年12月・1984年1月放送）
- しあわせのうた（1984年10月・11月放送）
- 雪祭り（1984年12月・1985年1月放送）
- ケンちゃん（1985年8月・9月放送）
- ふたりは80才（1986年8月・9月放送）
- おじいちゃんの子守唄（1987年2月・3月放送）
- 転校生は宇宙人（1988年6月・7月放送）
- おばあちゃんの宝もの（1989年6月・7月放送）
- そわそわカレンダー（1992年6月・7月放送）
- お年玉（1997年12月・1998年1月放送）
- ぼくら まちボウズ!（1998年10月・11月放送）
- むかしトイレがこわかった!（2000年8月・9月放送）
- 2002年ばあちゃん音頭（2002年4月・5月放送）
- ハワイアン・ロックンロール（2003年8月・9月放送）
- クロ（2005年12月・2006年1月放送）
- ねっこ君（2006年12月・2007年1月放送）
- I'm here with you（2009年6月・7月放送）
- 忍者ネギ蔵（2010年2月・3月放送）
- なぜ（2012年2月・3月放送）
- しりとりマンボ（2012年12月・2013年1月放送）
- ゆきだるまかぞく（2014年12月・2015年1月放送）

### おかあさんといっしょ

#### 月の歌（アニメーション）
- に・て・る
- ねこのひげ
- ハオハオ
- あめふりりんちゃん
- おうちにかえろう
- ゆきだるまのルー
- ぎゅーっはかせ
- たからもの

#### ミニアニメ
- ふたりはなかよし（1991年度 - 1993年度）
- ふしぎなあのこはすてきなこのこ（1994年度 - 1996年度）
- やんちゃるモンちゃ（1999年度 - 2001年度）- 監督・絵コンテ・色指定
- ともだち8にん（2011年度 - 2018年度）- 監督
- へんてこライオン（2018年度 - 2020年度、以後不定期で放送）

### CM
- ヤマト運輸
- 全国農業協同組合連合会 - ヨープレイト
- メルセデス・ベンツ
- 公共広告機構（現：ACジャパン）
  - 「言葉が、凶器になる」（1979年度教育問題キャンペーン）　-　アニメーション
  - 「ちょボラ」（2001年度ボランティア推進キャンペーン）-　マスコット人形デザイン

## 参加作品

### テレビアニメ
- まんが世界昔ばなし
  - 「おじぞう様の赤い目」
- まんが日本昔ばなし
  - 「泉長者」
  - 「太陽を射るモグラ」
  - 「帯よし笠よし身なりわるし」
  - 「頭にカキの木」
  - 「初夢長者」
  - 「初夢の牛」
  - 「太郎、二郎、三郎」
  - 「味噌すりと武士」
  - 「十二支の由来」
  - 「磯右ヱ門」
  - 「にんじんとごぼうとだいこん」
  - 「ねずみの嫁入り」
- ビッグX（1964年 - 1965年）- 作画[5]
- 夕やけ番長（1968年 - 1969年） - 作画
- がんばれゴンベ（1980年） - 演出・絵コンテ

### 劇場アニメ
- クレオパトラ（1970年） - 実写合成[6]

### テレビ番組
- NHK
  - お笑いオンステージ - マスコットキャラクター、オープニングアニメーション
  - ハッチポッチステーション
  - クインテット
  - フックブックロー
  - えいごであそぼ
- テレビ静岡
  - ごてんばあさん（1978年）

### OVA
- ザ・チョコレート・パニック・ピクチャー・ショー

### その他
- 母と子のテレビ絵本
  - 「ルドルフとイッパイアッテナ」 - 絵
  - 「ルドルフともだちひとりだち」 - 絵
  - 「魔笛」 - 絵